# Granaria frumentum
De tarwekorrel(slak) (Granaria frumentum) is een slakkensoort uit de familie van de Chondrinidae. De wetenschappelijke naam van de soort is voor het eerst geldig gepubliceerd in 1801 door Draparnaud.

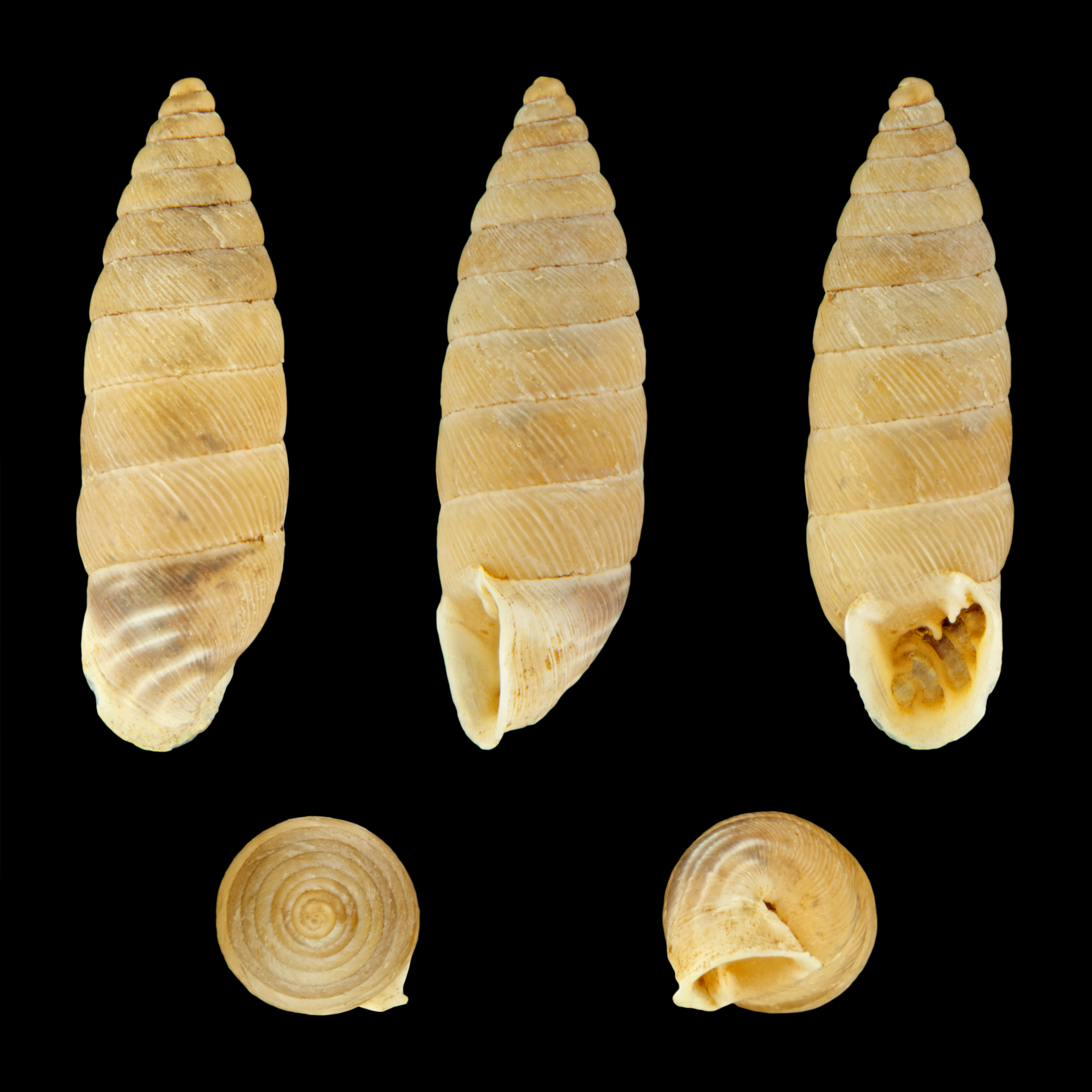
Grote slakkenhuis (1,2 cm)